# ARTIFACT ADVENTURE
『ARTIFACT ADVENTURE』（アーティファクトアドベンチャー）は、日本のゲーム開発サークルのbluffmanが開発し2011年8月25日に発売されたRPG。
本稿では、シリーズ作品の『ARTIFACT ADVENTURE 外伝』およびそのリメイク版の『ARTIFACT ADVENTURE 外伝 DX』についても記述する。

## 概要
主人公と仲間たちが世界各地を冒険し、世界に脅威を与える「沼地の王」を討伐するという物語。ゲーム内では多くの場面でメリットとデメリットを天秤にかける重要な選択を迫られ、その決断内容によって物語の展開やゲームの進めやすさが変化する。
グラフィックやサウンドは、ファミリーコンピュータ（ファミコン）用RPGのようなレトロスタイルになっている。開発者のbluffmanは、いずれもファミコンソフトの『ドラゴンクエスト』や『ファイナルファンタジー』と同じ時代に自分たちがRPGを作るならどうするかという思いつきが制作のきっかけとしている。
ゲーム内のとある場所には、NIGOROのゲームソフト『LA-MULANA』の主人公ルエミーザ＝コスギの墓がある。後述のように『LA-MULANA』の要素は次作の『ARTIFACT ADVENTURE 外伝』にも含まれている。

## システム
ゲーム開始時に主人公を含む4人の仲間に名前とクラスを設定する。クラスは以下の6つから選ぶ。
- せんし - HPと防御力のステータス値が高い。斧などの重い武器を装備できる。
- のぶし - 素早さのステータス値が高い。弓を装備できるほか、回復薬を使用した際の回復量が2倍になる。
- じゅじゅつし - MPのステータス値が高い。杖を用いた魔法攻撃を行う。
- しゅうどうそう - 武器を装備していない素手状態の時にまれに2回攻撃となり、会心の一撃が出やすい。
- たんけんか - 銃を用いた高威力の攻撃を得意とする。
- むそうか - ステータス値が全体的に低め。全ての装備アイテムを装備可能。

ゲーム開始直後には、城の王から以下の3つの贈り物のうち1つを選ぶ。
- ひこうせん - フィールドを自由に飛び回ることができる。
- アーティファクト - 戦闘で用いる強力な技を習得できる。
- ときのカギ - 世界の様々な謎を伝える「八賢者」のほこらに入ることができる。ほこらの内部では貴重なアイテムも手に入る。

前述のアーティファクトは一般のRPGにおける魔法を習得するアイテムで、街での購入やクエストの報酬、ダンジョン内でのイベントクリアなどで入手できる。各種アーティファクトはそれぞれ1つずつのみ存在し、プレイヤーの判断で各キャラクターに習得させる。習得後の変更はできない。

## ARTIFACT ADVENTURE 外伝
『ARTIFACT ADVENTURE 外伝』は2018年1月9日に発売された。また、リメイク版の『ARTIFACT ADVENTURE 外伝 DX』は、Nintendo Switch版が2019年6月6日に、Steam版とPLAYISM版が同年7月31日に発売された。
前作『ARTIFACT ADVENTURE』はファミコン用ソフトのようなグラフィックのRPGだったが、今作『外伝』はゲームボーイ用ソフト風のモノトーンで描画されたアクションRPGとなっている。これは、ファミコンのRPG『ファイナルファンタジー』の外伝的作品としてゲームボーイのアクションRPG『聖剣伝説 〜ファイナルファンタジー外伝〜』が発売されたことを踏まえている。また、『外伝 DX』ではゲームボーイカラー用ソフトのような色遣いでカラー化されているが、タイトルの「DX」は、ゲームボーイ用ソフト『ゼルダの伝説 夢を見る島』をカラー化したゲームボーイカラー用ソフト『ゼルダの伝説 夢を見る島DX』を意識している。

### システム
本作の物語は、世界を冒険しながら準備を整える前半、そして3年が経過した世界で厄災に立ち向かう後半の2部構成になっている。前半では様々な場面で選択を迫られ、その決断が3年後の世界で結果となって現れる。イベント攻略の順序や攻略するか否かはプレイヤーに委ねられ、前半の任意の時点で拠点の城の王に話しかけることで3年後の後半に物語が移行する。
物語前半の序盤では、以下の3人から1人を、またそれ以外の複数の人物から2人を仲間に加えることができる。一度決定した仲間は外すことができない。
- ローランド - 老騎士。戦闘時に敵全体を攻撃する強力な技でアシストする。
- レックス - 冒険家。一度訪れた町へ瞬時に移動できる「ファストトラベル」が初めから全て解禁される。また、ダンジョンへのファストトラベルやダンジョン内部から抜け出す「死者の道」も使用できる。
- ハーシェル - 貴族。大金を所持した状態でゲームを開始でき、世界各所にある別荘を訪れるとさらに大金が手に入る。

主人公の装備アイテムは、武器・防具・アクセサリーのほかに、各所で手に入るアーティファクトがある。アーティファクトは、戦闘で任意のタイミングで発動させる「アクティブ」と恒常的に効果を発揮する「パッシブ」をそれぞれ3つまで装備できる。
敵との戦闘は、フィールドでは敵シンボルまたは渦、ダンジョンではクモの巣または渦に触れることで開始される。サイドビューのアクションゲーム形式で、登場する敵を全て倒すと勝利し、主人公のHPが0になると敗北してHP1の状態で戦闘直前から再開される。『外伝 DX』では2人同時プレイが可能で、片方のプレイヤーは主人公を操作し、もう片方のプレイヤーは仲間キャラクターを切り替えながら固有能力を用いて戦う。
エンディングを迎えた後に新たにゲームを開始すると、それまでの能力やアイテムを引き継いだ状態でプレイできる（いわゆる「強くてニューゲーム」）。

### 開発
『外伝』の開発前にはMakuakeで2014年12月26日までクラウドファンディングが実施され、21万6000円の目標額に対して24万7320円が集まった。設定した目標額はゲーム開発費としては少ないが、開発者のbluffmanは資金を主に戦闘シーンのドット絵やBGMの制作に使うとする一方、実施理由について作品が受け入れられるかどうかの需要を計る狙いがあったと明かしている。このクラウドファンディングに『LA-MULANA』ディレクターの楢村匠も参加したことでコラボレーションが行われ、本作主人公が『LA-MULANA2』の主人公ルミッサ・小杉に変身する要素やルミッサの墓が建てられている要素が組み込まれた。
『外伝 DX』では『UNDERTALE』とのコラボレーションが行われている。あるゲームイベントで作者のトビー・フォックスからクリア済みの『ARTIFACT ADVENTURE』と『外伝』の感想を伝えられたことが出会いのきっかけで、その後『外伝 DX』の開発が進んだ段階でbluffmanからフォックスに話を持ち掛けた。ゲーム内では、『UNDERTALE』のキャラクター「うざいイヌ」を模した装備アイテムやフォックスが考えた墓のメッセージが含まれている。

## 評価
ARTIFACT ADVENTURE 外伝
- BitSummit Volume 6 エクセレンスインサウンド賞 ノミネート[14]